# Пазников, Владимир Васильевич
Влади́мир Васи́льевич Па́зников (1 декабря 1949, СССР — 31 мая 2008, Новосибирск, Россия) — советский мотогонщик, участник соревнований по спидвею, неоднократный чемпион СССР, мастер спорта СССР международного класса.

## Биография
После окончания спортивной карьеры стал тренером сборной СССР по спидвею, входил в состав трековой комиссии национальной мотоциклетной ассоциации.
31 мая 2008 во время отдыха с друзьями на яхте на реке Оби в момент, когда никого рядом не было Пазников погиб от огнестрельного ранения. По версии следствия, он застрелился в результате несчастного случая.

## Карьера
Выступал за новосибирскую команду «Сибирь» («Кировец»), позднее её же тренировал. Выступал в соревнованиях по спидвею как по льду, так и по гаревой дорожке.
Участвовал в финале чемпионата мира по спидвею 1973 года, где занял шестое место.

## Достижения
- Бронзовый призёр чемпионата мира по спидвею на льду (1972, 1973)
- Бронзовый призёр командного чемпионата мира по спидвею (1973)
- Чемпион Европы по спидвею в командном зачёте (1973)
- Бронзовый призёр чемпионата Европы по спидвею (1973)
- Чемпион СССР по спидвею (1972)
- Чемпион СССР по спидвею на льду (1972)
- Чемпион СССР по спидвею в командном зачёте (1980)
- Серебряный призёр чемпионата СССР по спидвею (1971, 1976)
- Серебряный призёр чемпионата СССР по спидвею в командном зачёте (1977, 1978, 1979, 1981, 1982)
- Бронзовый призёр чемпионата СССР по спидвею на льду (1971, 1973)
- Бронзовый призёр первенства СССР среди юниоров по спидвею (1969)
- Бронзовый призёр чемпионата СССР по спидвею в командном зачёте (1971, 1972, 1973, 1976, 1984)
- Чемпион РСФСР по спидвею на льду (1971)
- Серебряный призёр чемпионата РСФСР по спидвею (1973)
- Серебряный призёр чемпионата РСФСР по спидвею на льду (1972)